# Моравенови
Моравенови или Моровенци са виден род, известен в Копривщица, Пловдив и Цариград по време на българското Възраждане.
За родоначалник се смята Петко, роден в Копривщица около 1730 г. и получил прякора „Моровен“ заради моравия цвят на лицето си. В следващите поколения това прозвище се променя на Моравенек, а от 50-те години на 19 век се налага фамилното име Моравенови.
Първите Моравенци забогатяват с абаджийство и джелепство. През 1778 г. Петко Моровен дарява средства за изграждане на параклиса „Свети Димитър“ в Хилендарския манастир. Двама от синовете му, Вълко и Рашко, са известни като дарители на голямата Mоравенова чешма (1843) при входа на копривщенската църква „Св. Николай“ и на сводестия каменен Моравенов мост (1845) на Косьово дере. Моравенови са сред главните ктитори при построяването на храма „Св. Николай“ (1844), щедри дарители за подновяването на храма „Св. Богородица“ (1817) и измежду най-големите спомоществователи за направата на новото училище „Св. св. Кирил и Методий“ (1837) в Копривщица.
Душко Петков Моравенов се заселва в Пловдив и става водещ член на тамошния абаджийски еснаф. Той е баща на Константин Моравенов и Мария Моравенова, която е майка на големия български държавник (два пъти министър-председател на България) Константин Стоилов. Брат му, Тодор Петков Моравенов е основен ктитор при възстановяването на църквата „Св. св. Константин и Елена“ (1832) в Пловдив,който дарява и иконата на св. св. Констанин и Елена (ХІV-ХV век), която е семейна реликва на рода Моравенови. Лука Моравенов е основател, библиотекар и деловодител на Българското читалище, a Гаврил Моровенов един от учредителите на Българската община в Цариград.
Тодор Лулчов Моравенек роден около 40-те години на XIX век един от десетте копривщенци, заточени в крепостта Никозия на о-в Кипър след Априлското въстание. Починал след 1894 г. в Копривщица.